# Datadog
Datadog est une société d'informatique éditrice de logiciels cloud, fondée en 2010. Elle propose un service de surveillance d'applications cloud, de serveurs, de bases de données, d'outils et services, grâce à une plateforme d'analyse de données commercialisée sur le mode logiciel en tant que service.
Fondée et basée à New York, l'entreprise est une entité cotée en bourse sur le Nasdaq. 
En 2024, Datadog compte différents clients dans le monde, tels que Uber, Samsung, SNCF, Toyota ou encore Siemens.

## Historique
Datadog est fondée en 2010 par deux centraliens, Olivier Pomel et Alexis Lê-Quôc, qui se sont rencontrés alors qu'ils travaillaient chez Wireless Generation. Après l'acquisition de Wireless Generation par News Corporation, ils décident de créer un produit capable de réduire les frictions entre les équipes de développeurs et les administrateurs systèmes.
Il s'agit d'un service de surveillance d'infrastructure en nuagerie, avec un tableau de bord, des alertes et des visualisations de mesures. Avec l'adoption croissante de la nuagerie, Datadog a connu une croissance rapide et a élargi son offre de produits pour couvrir les fournisseurs de services, notamment Amazon Web Services, Microsoft Azure, Google Cloud Platform, Red Hat OpenShift et OpenStack.
En 2015, Datadog annonce l'acquisition de Mortar Data, faisant venir son équipe et ajoutant ses capacités de données et d'analyse à la plate-forme existante. La société ouvre également un bureau de recherche et développement à Paris,.
En 2016, la société déménage son siège new-yorkais dans un étage complet du New York Times Building du fait de l'augmentation de ses effectifs, qui ont doublé au cours de cette même année. Datadog annonce la version bêta de la solution "Application Performance Monitoring" en 2016.
En 2017, l'entreprise compte près de 300 employés, dont la grande majorité se trouve aux États-Unis (avec des bureaux à Manhattan, Boston et Baltimore) et à Paris. Elle rachète Logmatic.io, une jeune pousse française ayant développé une plateforme de consultation et de visualisation des logs pour surveiller et dépanner les services en ligne,. 
En 2019, Madumbo, une plateforme de test d'applications basée sur l'intelligence artificielle, rejoint Datadog,. De plus, une filiale japonaise à Tokyo est créée, avec Akiyoshi Kunimoto en tant que directeur national pour le Japon,.

## Produits et Technologies
Datadog propose une gamme de services de surveillance pour aider les équipes d'ingénierie à gérer efficacement leurs environnements cloud ou hybrides. Ces services incluent la surveillance des infrastructures, la surveillance des performances réseau, la surveillance des appareils réseau et la gestion des coûts cloud, permettant aux entreprises de maintenir la fiabilité, la performance et la rentabilité de leurs infrastructures et applications informatiques.

### Technologie
L'architecture de haut niveau de Datadog repose sur un agent écrit en langage Go, entièrement réécrit depuis la version majeure 6.0.0, sortie le 28 février 2018. Il était auparavant développé en Python, issu d'un fork de l'original créé en 2009 par David Mytton pour Server Density (précédemment appelé Boxed Ice). Le backend utilise diverses technologies open source et propriétaires, notamment D3, Apache Cassandra, Kafka et PostgreSQL.
En 2014, Datadog a élargi son support à plusieurs fournisseurs de services cloud, dont Amazon Web Services, Microsoft Azure, Google Cloud Platform et Red Hat OpenShift. En octobre 2024, l'entreprise prend en charge plus de 800 intégrations.

## Financement
Datadog a, dans son histoire, réalisé plusieurs tours d'offre de capital risque, pour un total de 147,9 millions de dollars,. 
En 2011, l'entreprise réalise un cycle de financement initial. 
En 2012, elle lève 6,2 millions de dollars dans le cadre d'un tour de table de série A, mené conjointement par Index Ventures et RTP Ventures. 
En 2014, la société lève 15 millions de dollars dans le cadre d'un tour de table de série B, mené par OpenView Venture Partners,, suivi d'un tour de table de série C de 31 millions de dollars, mené par Index Ventures en 2015. 
Datadog a ouvert l'année 2016 avec un tour de table de série D de 94,5 millions de dollars, mené par ICONIQ Capital,, l'un des plus importants financement pour une entreprise de New York cette année-là.
Finalement, Datadog est introduite en bourse sur le NASDAQ le 19 septembre 2019, vendant 24 millions d'actions et récoltant 648 millions de dollars. Cela valorise alors la société à 10 milliards de dollars. 